# Josef Jakowlewitsch Kotin
Josef Jakowlewitsch Kotin (russisch Жозеф Яковлевич Котин Schosef Jakowlewitsch Kotin; * 10. März 1908 in Pawlograd, Gouvernement Jekaterinoslaw, Russisches Kaiserreich; † 21. Oktober 1979 in Leningrad, Sowjetunion) war ein russischer Chefkonstrukteur schwerer sowjetischer Militär- und Zivilfahrzeuge.

## Leben
1931 trat in die KPdSU ein. 1932 absolvierte er die Militärtechnische Akademie „F. E. Dserschinski“. 1937 wurde er Hauptkonstrukteur des Kirowwerks.
Die schweren Panzer KW-1, KW-85, IS-1, IS-2, IS-3, die schweren Selbstfahrlafetten SU-152, ISU-152, ISU-122, der leichte Schwimmpanzer PT-76, der Traktor „Kirowez“ sowie die Zugmittel KT-12 und Kirowez K-700 wurden unter seiner Führung entwickelt.
Während des Zweiten Weltkrieges war er Stellvertreter des Volkskommissars für Panzerindustrie. Er war  Mitglied im Obersten Sowjet der UdSSR und wurde 1972 Mitglied des wissenschaftlich-technischen Beirats des Ministeriums für Verteidigungsindustrie.

## Titel und Ehrungen
- Staatspreis der Sowjetunion (1941, 1943, 1946, 1948)
- Ingenieur-Generaloberst
- Held der sozialistischen Arbeit (1941)
- Verdienter Wissenschaftler und Techniker der RSFSR (1968)
- Doktor der technischen Wissenschaften